# Pamela Jooste
Pamela Jooste (* 1946 in Kapstadt) ist eine Schriftstellerin aus Südafrika, die Werke in englischer Sprache verfasst. Like Water in Wild Places von 2000 ist als Wie Wind im Steppengras auch in deutscher Sprache erschienen. 

## Auszeichnungen
- Commonwealth Writers’ Prize der Region Afrika
- Sanlam Literary Award
- South African Bookseller’s Choice Award

## Werke
- Dance with a Poor Man’s Daughter. A novel. Black Swan Books, London 1997, ISBN 0-552-99757-9.
- Frieda and Min. Novel. Black Swan Books, London 1999, ISBN 0-552-99758-7.
- Like Water in Wild Places. Doubleday, London 2000, ISBN 0-385-60133-6. 
  - Wie Wind im Steppengras. Roman. Bastei-Lübbe, Bergisch Gladbach 2004, ISBN 3-404-26317-0.
- People like Ourselves. A novel. Doubleday, London 2003, ISBN 0-385-60540-4.
- Star of the Morning. A novel. Doubleday, London 2007, ISBN 978-0-385-61090-2.

| Personendaten    | Personendaten                   |
| ---------------- | ------------------------------- |
| NAME             | Jooste, Pamela                  |
| KURZBESCHREIBUNG | südafrikanischer Schriftsteller |
| GEBURTSDATUM     | 1946                            |
| GEBURTSORT       | Kapstadt                        |